# Freedom (Mariam Sjengelia)
Freedom is een lied van de Georgische zangeres Mariam Sjengelia. Het werd geschreven door Keti Gabisiani en Buka Kartozia. Het nummer werd uitgebracht op 17 maart 2025 en vertegenwoordigde Georgië op het Eurovisiesongfestival 2025.

## Achtergrond en compositie
Freedom werd gecomponeerd door Keti Gabisiani met tekst van Boeka Kartozia. De tekst draagt een boodschap van hoop en vastberadenheid uit, en schenkt vertrouwen in de weg die voorligt. Beelden van blauwe, wolkeloze luchten en kalme maar stormachtige zeeën versterken de emotionele lading van het lied. De tekst benadrukt een pure en standvastige liefde voor vrijheid en het vaderland. Het lied, een ballade, wordt gekarakteriseerd door een hoog patriottisch gehalte. Binnenlands kreeg Sjengelia kritiek als openlijk steunbetuiger aan de toenemend anti-democratische regering onder leiding van de Georgische Droom, die burgelijke en politieke vrijheden afknelde.
De videoclip van het lied werd geregisseerd door Kacha Boechrasjvili met artistieke leiding van Sjako Popiasjvili en Nino Tsoelaia. De video ging in première op dezelfde dag als de bekendmaking van de Georgische inzending via het officiële YouTube-kanaal van het Eurovisiesongfestival.